# Beschorneria tubiflora
Beschorneria tubiflora là một loài thực vật có hoa trong họ Măng tây. Loài này được (Kunth & C.D.Bouché) Kunth mô tả khoa học đầu tiên năm 1850.